# Swiss Open Gstaad 2019
Swiss Open Gstaad 2019 — тенісний турнір, що проходив на ґрунтових кортах у місті Гштаад, Швейцарія з 22 липня. Належав до категорії ATP Tour 250.

## Фінальна частина

### Одиночний розряд
Альберт Рамос Віньолас —  Седрік-Марсель Штебе 6–3, 6–2

### Парний розряд
Сандер Жіє /  Йоран Вліґен —  Філіпп Освальд /  Філіп Полашек 6–4, 6–3